# John Kongos
John Theodore Kongos (Joanesburgo, 6 de agosto de 1945)  é um cantor e compositor sul-africano de ascendência grega, mais conhecido por seu single de sucesso no Top 10 de 1971 "He's Gonna Step on You Again" , no qual Happy Mondays baseou seu hit "Step On".  Seu outro grande sucesso foi "Tokoloshe Man", que apareceu no programa de TV Life on Mars e em sua trilha sonora. Seu segundo álbum, Kongos, ficou no top 30 da UK Albums Chart; mas seus singles subsequentes, "Great White Lady" (1972), "Ride the Lightning" (1975) e "Higher than God's Hat" (1975) não entraram nas paradas. 

## Carreira
Tendo feito sucesso na África do Sul no início dos anos 1960 com sua banda Johnny and the G-Men,  além de artista solo, Kongos foi para o Reino Unido em 1966,  para seguir sua carreira musical. Seu primeiro grupo baseado no Reino Unido, Floribunda Rose , formado em abril de 1967, era composto pelos músicos britânicos Pete Clifford (guitarra) e Jack Russell (baixo, voz), que veio para a África do Sul em junho de 1965 com o The 004; o baterista Nick "Doc" Dokter, um membro recente do The 004; e o tecladista Chris Demetriou, de John E Sharpe and the Squires. Depois de um single, "Linda Loves Linda", Clifford retornou à África do Sul para se juntar ao The Bats e Dokter mudou-se para o Canadá e trabalhou com Five Man Cargo.  O baterista Henry Spinetti juntou-se e os membros restantes gravaram três singles como Scrugg. 
Após 18 meses de shows na Grã-Bretanha e na Europa com suas bandas Floribunda Rose e Scrugg, e cinco singles depois, ele lançou seu primeiro álbum solo, Confusions About a Goldfish (1969), pela gravadora Dawn Records. 
Ele então se concentrou em compor músicas e começou a ter grande sucesso na Alemanha e em outros países europeus (número 1 e top 10 de sucessos). Ele então mudou para a Fly Records, com quem teve dois singles de sucesso - "He's Gonna Step on You Again" (Reino Unido No. 4, maio de 1971;  US Billboard Hot 100 No. 70) e "Tokoloshe Man" (Reino Unido No. 4, novembro de 1971).   Seu segundo álbum, Kongos, chegou ao top 30 da UK Albums Chart, mas os singles subsequentes, "Great White Lady" (1972), "Ride the Lightning" (1975) e "Higher than God's Hat" (1975), não entraram nas paradas.  "Tomorrow I'll Go", que apareceu no Kongos, foi regravada pela banda neozelandesa The Human Instinct em seu álbum Stoned Guitar de 1970, enquanto "Ride The Lightning" (1975) foi regravada por Sylvie Vartan como "Qu'est-ce qui fait pleurer les blondes?" na França e ficou em primeiro lugar nessa parada por várias semanas em 1976.
"He's Gonna Step on You Again" é citada no Guinness Book of Records como sendo a primeira música a usar um sample.  No entanto, de acordo com a nota do encarte da reedição do CD do álbum Kongos, é na verdade um loop de fita de percussão africana. 
Kongos continuou a trabalhar em seu próprio estúdio em Londres como produtor musical, engenheiro de som, produtor de jingles de TV e compositor de temas musicais e compositor, bem como cuidando da programação do sintetizador Fairlight CMI no álbum de 1983 do Def Leppard, Pyromania.
Ele ganhou notoriedade com uma nova geração musical em 1990, quando os pioneiros de Madchester, Happy Mondays, reformularam "He's Gonna Step on You Again" em seu hit definidor da era "Step On", que alcançou o 5º lugar no UK Singles Chart.  No mesmo ano também fizeram um cover de "Tokoloshe Man", para a coletânea Rubáiyát.

## Discografia

### Solo

#### Álbuns
- This Is Johnny (1963)
- Confusions About A Goldfish (1969)
- Kongos (1971)
- Blind Date (Original Motion Picture Soundtrack) (1984; Com Stanley Myers)

#### Singles
- Tulips For 'Toinette (1963)
- I Love Mary (1966)
- Flim Flam Pharisee (1969)
- It Was Easy (1969)
- He's Gonna Step On You Again (1971; Fly Records)
- He's Gonna Step On You Again / Samba Pa Ti (1971; Com Santana)
- Tokoloshe Man (1971; Fly Records)
- Great White Lady (1972)
- Jubilee Cloud (1972)
- Family Affair / Tokoloshe Man (1972; Com Sly & The Family Stone)
- Jubilee Cloud (1972)
- Tokoloshe Man (1972; EP; em espanhol)
- He's Gonna Step On You Again (1972; Elektra Records)
- Higher Than God's Hat (1973)
- Ride The Lightning (1975)
- I No. 7 (Only Wants To Get To Heaven) (1976)
- I'm Dreaming (1981)
- Cats Eyes (1985)
- He's Gonna Step On You Again (1990; Cube Records)

#### Compilações
- Lavender Popcorn: 1966-1969 (2002)

## Vida pessoal
Kongos é casado com Shelley e tem quatro filhos; Johnny, Jesse, Dylan e Daniel, que são membros do grupo de rock Kongos.  